# Артистичне плавання на Чемпіонаті Європи з водних видів спорту 2022 — змішаний дует, технічна програма
Змагання з артистичного плавання у технічній програмі змішаних дуетів на Чемпіонаті Європи з водних видів спорту 2022 відбулись 15 серпня.

## Результати[4]
| Місце | Країна     | Спортсмени                         | Оцінка  |
| ----- | ---------- | ---------------------------------- | ------- |
| 1     | Італія     | Джорджо Мінізіні Лукреція Руджеро  | 89.3679 |
| 2     | Іспанія    | Емма Гарсія Пау Рібес              | 83.7548 |
| 3     | Словаччина | Йожеф Солімосі Сільвія Солімосьова | 75.5914 |
| 4     | Бельгія    | Ренод Барраль Ліза Індженіто       | 73.5119 |
| 5     | Сербія     | Єлена Контич Іван Мартинович       | 78.1061 |